# Francesco Gardi
Francesco Gardi (* um 1760 in Venedig; † um 1810 ebenda) war ein italienischer Komponist, der in erster Linie Opern schuf.

## Leben
Über Gardis Leben sind nur wenige gesicherte Fakten überliefert. Als Komponist schrieb Gardi zahlreiche Opern, vor allem Opere buffe, viele auf Libretti von Giuseppe Maria Foppa. Seine erste Oper erlebte ihre Uraufführung 1786 in Modena. Ansonsten wirkte er vornehmlich in Venedig, wo er von 1787 bis 1791 Leiter des Frauenchores war und Komponist am Ospedale dei Derelitti. 1797 erhielt er die Position des Kapellmeisters des Ospedale dei Mendicanti. Durch einen Vermerk auf der Titelseite des Librettos La finta semplice (1798) wissen wir, dass er Mitglied der Accademia Filarmonica di Bologna war.
Insbesondere wurden seine einaktigen Farcen geschätzt, die ihn beliebt machten. Besonders wichtig war seine Beziehung zum Grafen Alessandro Pèpoli, der in den letzten Jahren der Republik einer der bedeutendsten Persönlichkeiten des kulturellen Lebens von Venedig war. Als Schauspieler, Dramatiker, Impresario und Verleger verfügte Pèpoli in seinem Palazzo Cavalli in San Vidal/San Marco über ein stillgelegtes Theater, das zwischen 1793 und 1795 restauriert wurde und in dem verschiedene Dramen mit Musik von Gardi aufgeführt wurden, so etwa der Tancredi, der 1795 dort dargeboten wurde.
Sein letztes bekanntes Werk war 1809 die Kantate zu Ehren Joachim Murats, des Schwagers von Napoleon Bonaparte.
2017 wurden in der Neuburger Kammeroper zwei Einakter von Gardi aufgeführt.

## Werke
- Enea nel Lazio (Opera seria, Libretto von Vittorio Amedeo Cigna-Santi, 1786, Modena, Teatro Rangoni)
- Don Giovanni o Il nuovo convitato di pietra (Dramma tragicomico, 1787, Venedig, Teatro San Samuele)
- La fata capricciosa (Dramma giocoso, Libretto von Giovanni Bertati, 1789, Venedig, Teatro San Moisè)
- Gernando e Rosimonda (Dramma eroico, 1789, Treviso, Teatro Astori)
- Teodolinda (Opera seria, Libretto von D. Boggio, 1790, Venedig, Teatro San Benedetto)
- Apollo esule ossia L’amore alla prova (Fabula, Libretto von Alessandro Pèpoli, 1793, Venedig, Teatro di Palazzo Cavalli)
- La bella Lauretta (Dramma giocoso, Libretto von Giovanni Bertati, 1795, Venedig, Teatro San Moisè)
- Tancredi (Tragedia con musica, Libretto von Alessandro Pèpoli, nach Voltaire, 1795, Venedig)
- Amor l’astuzia insegna (Dramma giocoso, Libretto von Giovanni Bertati, 1797, Venedig, Teatro San Moisè)
- La pianella persa ossia La veglia de contadini (Farsa, Libretto von Giuseppe Maria Foppa, 1798, Venedig, Teatro San Moisè)
- Il finto stregone (Farsa, Libretto von Giuseppe Maria Foppa, 1798, Venedig, Teatro San Moisè)
- La principessa filosofa (Farsa, Libretto von Giuseppe Foppa, 1799, Venedig, Teatro San Moisè)
- La semplice ovvero La virtù premiata (dramma eroico e comico, Libretto von Giuseppe Foppa, 1799, Venedig, Teatro San Moisè)
- Il contravveleno (Farsa, Libretto von Giuseppe Maria Foppa, nach Carlo Gozzi, 1799, Venedig, Teatro San Benedetto)
- La donna ve la fa (Farsa, Libretto von Giuseppe Maria Foppa, 1800, Venedig, Teatro San Moisè)
- Il medico a suo dispetto ossia La muta per amore (Farsa, Libretto von Giuseppe Maria Foppa, 1800, Venedig, Teatro Sant’Angelo; Neuburg 2017)
- L’incantesimo senza magia (Farsa, Libretto von Giuseppe Maria Foppa, 1800, Venedig, Teatro San Moisè; Neuburg 2017)
- La bottega del caffè (Farsa, Libretto von Giuseppe Maria Foppa, nach Carlo Goldoni, 1801, Venedig, Teatro San Moisè)
- Diritto e rovescio ovvero Una delle solite trasformazioni nel mondo (Farsa, Libretto von Giuseppe Maria Foppa, 1801, Venedig, Teatro San Benedetto)
- La capricciosa supposta (Farsa, neue Fassung von Amor l’astuzia insegna, 1801, Venedig, Teatro San Benedetto)
- Il convitato di pietra (Farsa, Libretto von Giuseppe Maria Foppa, 1802, Venedig, Teatro San Benedetto)
- Guerra con tutti ovvero Danari e ripieghi (Farsa, Libretto von Giuseppe Maria  Foppa, 1803, Venedig, Teatro San Benedetto)
- La casa da vendere (Farsa, Libretto von G. Piazza, 1804, Venedig, Teatro Sant’Angelo)
- Un buco nella porta (Farsa, Libretto von Giuseppe Maria Foppa, 1804, Venedig, Teatro San Benedetto)
- Sempre la vince amore (Farsa, Libretto von Giulio Domenico Camagna, 1805, Venedig, Teatro San Moisè)
- La forza d’amore (Farsa, 1805, Treviso, Teatro Dolfin)
- Nardone e Nannetta (Opera buffa, Libretto von Giuseppe Caravita, 1806, Lissabon, Teatro de São Carlos)